# رسبورگ (اورگن)
رسبورگ (به انگلیسی: Roseburg) شهری در شهرستان داگلاس ایالت اورگن در ایالات متحده است و در سرشماری سال ۲۰۱۱ میلادی، ۲۱٬۱۸۱ نفر جمعیت داشته که نسبت به سال ۲۰۱۰، ۲٫۴ درصد رشد جمعیت داشته‌است.

## ارتباطات بین‌المللی
یک خیابان در شهر رسبورگ به دلیل خواهرخواندگی‌اش با شهر کرمانشاه در ایران، به نام خیابان کرماشان نامگذاری شده‌است.

## موقعیت جغرافیایی
موقعیت جغرافیایی شهرها و مناطق اطراف به شرح زیر است: